# Manique
Pour les articles homonymes, voir Manique (homonymie).

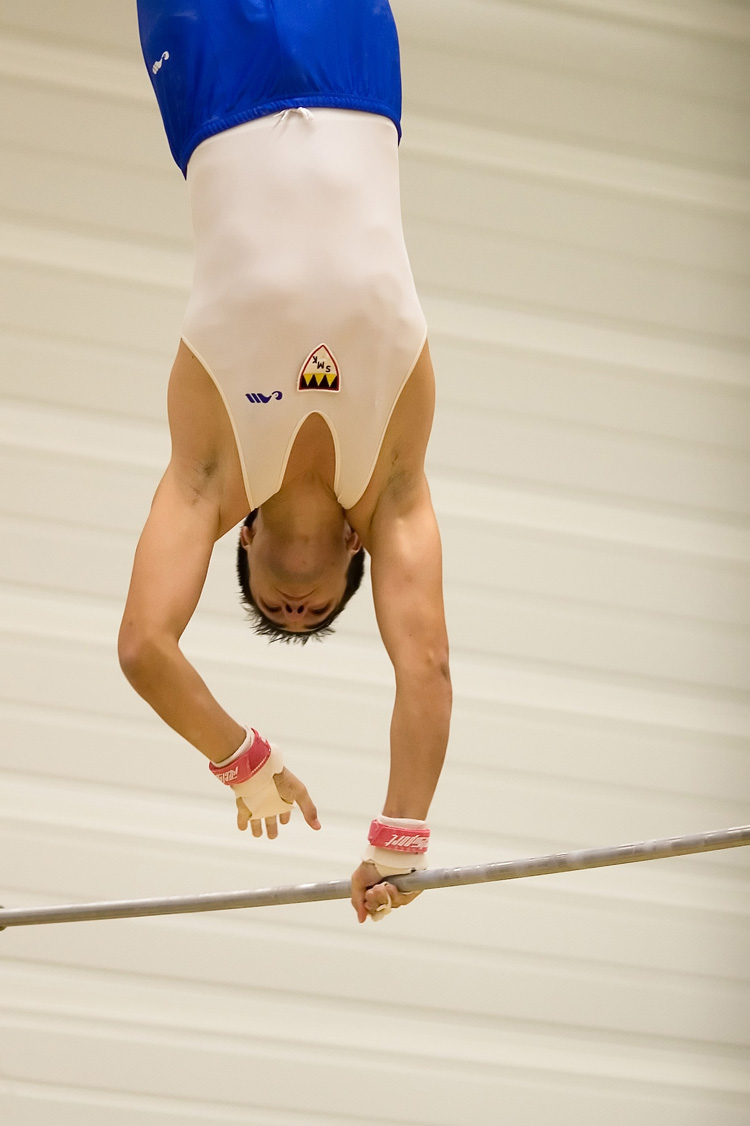
Maniques utilisées à la barre fixe

Les maniques (ou moniques) (dont le nom vient de la manica romaine) sont des protections en cuir utilisées par les sportifs, comme les gymnastes, afin d'éviter des blessures aux mains (ampoules qui apparaissent sur la paume à cause du frottement). Elles se fixent au poignet, se déploient dans la paume, et se terminent par des trous dans lesquels passent les doigts.
Les maniques les plus simples (anciennement utilisées en gymnastique et toujours utilisées en haltérophilie) sont courtes et ne couvrent que la paume.
Les maniques de gymnastique modernes s'étendent jusqu'aux phalanges et comportent un boudin situé au niveau des deuxièmes phalanges, ce qui permet de mieux verrouiller la prise et de limiter les risques de chute.
Il existe trois types de maniques modernes :
- Les maniques destinées à la pratique des anneaux, qui ont seulement deux trous et possèdent un bourrelet d'un bon centimètre de diamètre.
- Les maniques pour la barre fixe, qui ont trois trous. Leur bourrelet est plus fin.
- Les maniques pour les barres asymétriques, qui possèdent deux trous et un petit bourrelet. Elles s'apparentent beaucoup aux maniques anneaux.

Les maniques sont généralement utilisées conjointement à la magnésie. Elles doivent être utilisées sur l'agrès adéquat par risque de blessures aux poignets (blocage du trop gros bourrelet sur la barre fixe avec des maniques anneaux), ou de chutes dues à une mauvaise prise de mains. La seule tolérance est faite pour des maniques barre fixe sur les anneaux.